# 禅定院 (徳川綱條側室)
禅定院（ぜんじょういん、寛文元年（1661年） - 元禄14年12月16日（1702年1月13日））は、水戸藩第3代藩主・徳川綱條の側室。徳川吉孚の生母。名は都禮。禅定院夫人、禅定院尼公とも称される。

## 生涯
落合老慶の娘として水戸領内にて生まれる。母は谷田部忠勝の養女（人見甚之丞の娘）・智栄尼。天和年間に水戸藩主徳川光圀に仕えたが、容貌が優れていたため、江戸在住の綱條の側室となり吉孚ら三男二女を生む。元禄14年（1702年）に41歳で死去。法号は禅定院妙達月法大姉。瑞龍山に葬られたが、現水戸市元吉田の日蓮宗蓮乗寺にも墓所があったという。

## 家系
都禮の母・智栄尼は水戸城下に近い大串村（現水戸市大串町）の農夫・人見甚之丞の娘で、谷田部忠勝の養女となり、落合茂道に嫁ぎ一女二男（辰・落合道候・道可）を生んだ。茂道の死後落合家に岡崎七右衛門が婿入りし落合治左衛門（後に老慶と号する）と名乗り、智栄尼との間に一男一女（岡崎保宗・都禮）を設けた。この娘が後の都禮である。なお、智栄尼は宝永2年（1705年）に85歳で死去した。
都禮の同母兄弟（落合道候・岡崎保宗）はいずれも水戸藩士に取り立てられ、嗣子の無かった道候の後を弟の道可（茂重）の子が継いだ。
都禮の母方の祖父人見甚之丞が勧請し彼女も崇敬していた大串村の稲荷の小祠は、宝永元年（1704年）に徳川綱條によって社殿が造営され神社となり人見氏が神主となった。この稲荷神社は社領一七石を有する近辺二一ヶ村の総鎮守となり、社殿の修理や祭礼は水戸藩主が行ったという。
「水府系纂」所収の岡崎家の系図によると落合老慶の父は岡崎彦兵衛、その父は岡崎頼保となっている。
落合家は「水府系纂」・「諸家系図纂」いずれも近江の佐々木氏出身としているが、これらの系図の江戸時代以前の内容を裏付ける史料はない。「諸家系図纂」の「落合氏系図」に見える鑑円は、多賀郡下手綱村（現茨城県高萩市）の大高寺の住職で、元禄年中に徳川光圀の助力を得て参内し「円山上人」という上人号を勅許されている。